# 约翰·克莱兰德
约翰·克莱兰德 （英語：John Cleland，1709年9月24日—1789年1月23日），18世纪英格兰小说家。其最为知名的小说《一個愉悅女人的回憶錄》成为英语情色文学划时代的作品。